# Presidente del Organismo Judicial de Guatemala
El Presidente del Organismo Judicial y de la Corte Suprema de Justicia de la República de Guatemala es el alto funcionario judicial de más alta jerarquía dentro del Organismo Judicial, su máxima autoridad se extiende a todo los tribunales de la República de Guatemala, la cual es dada a dicho funcionario por la Constitución y la Ley del Organismo Judicial. El presidente del Organismo Judicial es electo dentro de los 13 magistrados que componen la Corte Suprema de Justicia, el cual durará un año en dicho cargo sin derecho a reelección.
El presidente del Organismo Judicial y de la Corte Suprema de Justicia preside la sesiones de la Corte Suprema de Justicia, también tiene la facultad de administrar el Organismo Judicial, así como también está a cargo de la supervisión de los tribunales. El actual Presidente del Organismo Judicial es el magistrado Teodulo Ildefonso Cifuentes Maldonado.
En los actos oficiales del gobierno recibe el tratamiento y el cargo oficial como:
- El Excelentísimo Señor Presidente de la Corte Suprema de Justicia de la República de Guatemala y del Organismo Judicial (masculino).
- La Excelentísima Señora Presidente(a) de la Corte Suprema de Justicia de la República de Guatemala y del Organismo Judicial (femenino).

Con respecto al orden de la institución Corte Suprema de Justicia u Organismo Judicial, en la descripción de arriba, ambos pueden colocarse primero o segundo, según sea el caso o de acuerdo a los actos protocolarios, ya que este orden no altera el título oficial de dicho funcionario.

## Funciones
El artículo 55 de la Ley del Organismo Judicial describe que son atribuciones del Presidente del Organismo Judicial y de la Corte Suprema de Justicia, lo siguiente:
1. Nombrar, permutar, trasladar, ascender, conceder licencias, sancionar y destituir a los funcionarios y empleados administrativos que le corresponda.
2. Emitir acuerdos, circulares, instructivos y órdenes. Toda disposición de observancia general del Organismo Judicial deberá ser publicada en el diario oficial.
3. Solicitar informes sobre la marcha de la administración de justicia.
4. Autenticar las firmas de los funcionarios del Organismo Judicial y de los notarios cuando así proceda.
5. Ser el órgano de ejecución del Presupuesto del Organismo Judicial; cuidar de la adecuada programación y realización de la inversión de sus recursos financieros; aprobar todo contrato civil, mercantil o administrativo, independientemente de su cuantía o duración, podrá firmar o designar al funcionario que ha de firmar el o los contratos respectivos.
6. Firmar los documentos de egresos que afecten partidas del presupuesto del Organismo Judicial, lo cual deberá hacerse sin demora.
7. Tramitar y resolver la liquidación de conmutas cuando sea procedente, así como hacer la relajación de las penas cuando concurran los requisitos que exige el Código Penal u otras leyes.
8. Ejercer, otorgar o delegar la representación del Organismo Judicial en las compras y contrataciones en que éste participe, de acuerdo con las formalidades que para tales negociaciones establece la ley.
9. Imponer sanciones.
10. Acordar la organización administrativa para la adecuada y eficaz administración del Organismo Judicial.
11. Ser el órgano de comunicación con los otros Organismos del Estado.
12. Librar la orden de libertad de los reos que hayan cumplido sus condenas de privación de libertad.
13. Ordenar el traslado y distribución de los reos condenados a penas privativas de libertad.
14. Ejercer la dirección superior del personal del Organismo Judicial.
15. Celebrar por sí o por medio del empleado o funcionario que designe, los contratos relacionados con el servicio de la administración de justicia.
16. Cualesquiera otras necesarias o convenientes a una buena y eficaz administración, aunque no estén especificadas en ésta u otras leyes.
17. Bajo su supervisión, delegar parcialmente y/o en forma específica en uno o varios Magistrados o funcionarios del Organismo Judicial sus atribuciones administrativas, revocar dichas delegaciones. Tales delegaciones no implican que el presidente quede impedido de ejercer directamente las atribuciones delegadas si lo estima conveniente.
18. Crear las dependencias administrativas que demande la prestación del servicio de administración de justicia, de igual manera podrá disponer la estructura organizativa de la administración del Organismo Judicial.

## Elección del Presidente del Organismo Judicial
Los magistrados de la Corte Suprema de Justicia elegirán, entre sus miembros, con el voto favorable de las dos terceras partes más uno (lo cual significa con el voto de 9 Magistrados de los 13 que componen la Corte Suprema de Justicia (Organismo Judicial), al presidente de la misma, el que durará en sus funciones un año y no podrá ser reelecto durante su período como presidente. Su período empezará el 13 de octubre del año en que es elegido y terminará el 13 de octubre del próximo año, para poder dar el traspaso a su sucesor.

## Falta del Presidente del Organismo Judicial
En caso de falta temporal del Presidente del Organismo Judicial o cuando a la ley no pueda actuar o conocer, en determinados casos, lo sustituirán los demás magistrados de la Corte Suprema de Justicia en el orden de su designación.

## Presidentes de la Corte Suprema de Justicia
| N.º | Nombre                                 | Período              | N.º de Períodos Presidenciales o Nota |
| --- | -------------------------------------- | -------------------- | --- |
| 01  | Lic. José Venancio López               | 1839-1841            | |
| 02  | Lic. Marcial Zebadúa                   | 1841-1844            | |
| 03  | Lic. Miguel Larreinaga                 | 1844-1848            | |
| 04  | Lic. José Antonio Larrave              | 1848-1851            | |
| 05  | Lic. José Antonio Azmitia              | 1851-1871            | |
| 06  | Lic. Manuel Joaquín Dardón             | 1871-1887            | |
| 07  | Lic. José Salazar y Cárdenas           | 1887-1892            | |
| 08  | Lic. Mariano Cruz                      | 1892-1893            | |
| 09  | Lic. Antonio Batres Jáuregui           | 1893-1898            | 1° Mandato |
| 10  | Lic. José Pinto                        | 1898-1908            | |
| 11  | Lic. Manuel Cabral                     | 1908-1912            | |
| 12  | Lic. Antonio Gonzáles Saravia          | 1912-1916            | |
| 13  | Lic. Antonio Batres Jáuregui           | 1916-1920            | 2° Mandato |
| 14  | Lic. José A. Beteta                    | 1920-1921            | |
| 15  | Lic. José Agustín Medrano              | 1921-1924            | 1° Mandato |
| 16  | Lic. Rodolfo E. Sandoval               | 1924-1928            | |
| 17  | Lic. José Agustín Medrano              | 1928-1931            | 2° Mandato |
| 18  | Lic. Manuel Franco                     | 1931-1932            | Período Completo |
| 19  | Lic. Guillermo Saénz de Tejada         | 1932-1933            | |
| 20  | Lic. José María Reyna Andrade          | 1933-1936            | Período Completo |
| 21  | Lic. Lic. Rafael Ordóñez Solís         | 1936-1945            | 3 Períodos de Mandato |
| 22  | Lic. Miguel Prado Solares              | 1945-1949            | |
| 23  | Arturo Herbruger Asturias              | 1949-1953            | |
| 24  | Marcial Méndez Montenegro              | 1953-1954            | |
| 25  | Federico Carbonell Rodas               | 1954-1956            | |
| 26  | Miguel Ortiz Pasarelli                 | 1956-1958            | 1° Mandato |
| 27  | Luis Valladares y Aycinena             | 1958-1960            | Período Completo |
| 28  | Hernán Morales Dardón                  | 1960-1963            | |
| 29  | Romeo Augusto de León                  | 1963-1966            | |
| 30  | Justo Rufino Morales Merlos            | 1966-1970            | |
| 31  | Miguel Ortiz Pasarrelli                | 1970-1974            | 2° Mandato |
| 32  | Hernán Hurtado Aguilar                 | 1974-1978            | |
| 33  | Carlos Enrique Ovando Barillas         | 1978-1982            | |
| 34  | Ricardo Sagastume Vidaurre             | 1982-1984            | |
| 35  | Tomás Baudilio Navarro Batres          | 1984-1986            | |
| 36  | Edmundo Vásquez Martínez               | 1986-1992            | |
| 37  | Juan José Rodil Peralta                | 1992-1994            | |
| 38  | Oscar Barrios Castillo                 | 1994-1995            | |
| 39  | Mario Aguirre Godoy                    | 1995-1996            | |
| 40  | Ricardo Alfonso Umaña Aragón           | 1996-1997            | |
| 41  | Ángel Alfredo Figueroa                 | 1997-1998            | |
| 42  | Oscar Najarro Ponce                    | 1998-1999            | |
| 43  | José Rolando Quesada Fernández         | 1999-2000            | |
| 44  | Hugo Leonel Maul Figueroa              | 2000-2001            | |
| 45  | Carlos Alfonso Álvarez-Lobos Villatoro | 2001-2002            | |
| 46  | Carlos Esteban Larios Ochaita          | 2002-2003            | |
| 47  | Alfonso Carrillo Castillo              | 2003-2004            | |
| 48  | Rodolfo de León Molina                 | 2004-2005            | |
| 49  | Beatriz Ofelia de León Reyes           | 2005-2006            | Primera mujer en ocupar el cargo |
| 50  | Rubén Eliu Higueros Girón              | 2006-2007, 2008-2009 | Ejerció como presidente interino |
| 51  | Oscar Humberto Vásquez Oliva           | 2007-2008            | |
| 52  | Carlos Gilberto Chacón Torrebiarte     | 2008-2009            | |
| 53  | Erick Alfonso Álvarez Mancilla         | 2009-2010, 2013-2014 | Ejerció como presidente interino |
| 54  | Luis Arturo Archila Lerayees           | 2010-2011            | |
| 55  | Thelma Aldana                          | 2011-2012            | Segunda mujer en ocupar el cargo |
| 56  | Gabriel Antonio Medrano Valenzuela     | 2012-2013            | |
| 57  | José Arturo Sierra González            | 2013-2014            | |
| 58  | Josué Baquiax Baquiax                  | 2014-2015            | Primer presidente indígena |
| 59  | Ranulfo Rafael Rojas Cetina            | 2015-2016            | |
| 60  | Silvia Valdés                          | 2016-2017            | Su nombramiento fue anulado por la corte constitucional y ejerció como interina hasta febrero de 2017. Tercera mujer en ocupar el cargo. 1° mandato |
| 61  | Nery Osvaldo Medina Méndez             | 2017                 | Ejerció a partir del 9 de febrero hasta el final del periodo el 13 de octubre.                                                                      |
| 62  | José Antonio Pineda Barales            | 2017-2018            | |
| 63  | Nester Mauricio Vásquez Pimentel       | 2018-2019            | |
| 64  | Silvia Valdés                          | 2019-2023            | Como interina debido a falta de elección de la magistratura 2019-2024.                                                                              |
| 65  | Oscar Cruz Oliva                       | 2023-2024            | |
| 66  | Carlos Lucero Paz                      | 2024-2024            | Ejerció interinamente durante un mes por ausencia presidencial..                                                                                    |
| 67  | Teodulo Ildefonso Cifuentes Maldonado  | 2024-presente        | En funciones. |

## Organización
La Presidencia del Organismo Judicial se organiza de la siguiente manera:
- - Presidencia del Organismo Judicial y de la Corte Suprema de Justicia
    -       -         - Asesoría Jurídica
        - Secretaría de la Presidencia
          - Departamento de Comunicación Social

        - Auditoría Interna
        - Supervisión General de Tribunales
        - Archivo General de Protocolos
        - Escuela de Capacitación Institucional/Escuela de Estudios Judiciales

      - Unidad de Información
      - Unidad de la Mujer y Análisis de Género
      - Dirección de Servicios de Gestión Tribunalicia
        - Centro de Servicios Auxiliares de la Admón. de Justicia
        - Centro de Servicios Auxiliares de la Admón. de Justicia Penal
        - Archivo General de Tribunales
        - Almacén Judicial

      - Unidad de Antecedentes Penales
      - Unidad de Resolución Alternativa de Conflictos
      - Centro Nacional de Análisis y Documentación Judicial
      - Sección de Relaciones Internacionales e Institucionales